# Les Émotifs anonymes
Pour les articles homonymes, voir Émotifs Anonymes (homonymie).
Pour plus de détails, voir Fiche technique et Distribution.
Les Émotifs anonymes est un film franco-belge réalisé par Jean-Pierre Améris, sorti en 2010.

## Synopsis
Angélique Delange est une chocolatière talentueuse, mais aussi une grande émotive, qui perd tous ses moyens dès qu'elle devient le centre des attentions. Pendant 7 ans, elle a été maître chocolatier de Mercier, œuvrant dans l'ombre derrière l'identité fictive d'un ermite anonyme. À la mort de Mercier, sa recherche d'un nouvel emploi lui fait répondre à l'annonce de Jean-René Van den Hugde, patron d'une fabrique de chocolat au bord de la faillite. Leur passion commune pour le chocolat les rapproche rapidement et ils tombent amoureux, mais leur timidité maladive les empêche de se l'avouer. En effet, Jean-René est également un grand émotif, qui consulte un psychologue, alors qu'Angélique rencontre un groupe d'émotifs anonymes. Leur relation semble difficile, voire compromise, alors qu'ils ont tout pour réussir ensemble.

## Fiche technique
- Titre : Les Émotifs anonymes
- Titre international : Romantics Anonymous
- Réalisation : Jean-Pierre Améris

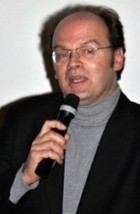
Le réalisateur Jean-Pierre Améris, à l'avant-première du film.

- Scénario et dialogue : Jean-Pierre Améris et Philippe Blasband, d'après une idée originale de Jean-Pierre Améris
- Musique : Pierre Adenot
  - Chanson générique du fin (Big Jet Plane) : Angus & Julia Stone
- Montage : Philippe Bourgueil
- Photographie : Gérard Simon (afc)
- Son : Jean-Pierre Duret, Marc Bastien, François Groult (afsi)
- Décors : Sylvie Olivé
- Costumes : Nathalie du Roscoät
- Casting : Tatiana Vialle
- Production : Philippe Godeau et Nathalie Gastaldo
  - Coproduction : Olivier Rausin et Arlette Zylberberg
- Société de production : Pan-Européenne, Studiocanal
  - Coproduction : France 3 Cinéma, Rhône-Alpes Cinéma, Climax Films, RTBF (Télévision belge)
  - Participation : Canal+, CinéCinéma, France Télévisions, La Région Rhône-Alpes et Centre National du Cinéma et de l'image animée
  - SOFICA : La Banque Postale Image 3, Cinémage 4, Uni Etoile 7
  - Soutien : Tax Shelter du Gouvernement Fédéral belge, Casa Kafka Pictures, Dexia, Programme MEDIA de la Communauté Européenne
- Pays de production :  France,  Belgique
- Langue originale : français
- Format : couleur
- Durée : 80 minutes
- Dates de sortie :
  - France : 9 novembre 2010 (Arras Film Festival)
  - France, Belgique : 22 décembre 2010

## Distribution
- Benoît Poelvoorde : Jean-René Van den Hugde
- Isabelle Carré : Angélique Delange
- Lorella Cravotta : Magda
- Lise Lamétrie : Suzanne
- Swann Arlaud : Antoine
- Pierre Niney : Ludo
- Stéphan Wojtowicz : Psychologue
- Les émotifs :
  - Jacques Boudet : Rémi
  - Alice Pol : Adèle
  - Céline Duhamel : Mimi
  - Grégoire Ludig : Julien
- Claude Aufaure : Monsieur Mercier
- Philippe Laudenbach : le président du jury du salon du chocolat
- Christiane Millet : la mère d'Angélique

## Production

### Lieux de tournage[1]
- Île-de-France
  - Hauts-de-Seine
    - Les studios de Meudon

  - Paris :
    - La chocolaterie À la mère de famille[2] ;
    - Rue du Faubourg-Montmartre ;
    - La Fondation Deutsch de la Meurthe de la Cité Universitaire, avec ses bâtiments néo-gothiques ;
    - La galerie Vivienne.

  - Seine-Saint-Denis
    - Saint-Denis

  - Val-d'Oise
    - Le château de Montgeroult
- Auvergne-Rhône-Alpes
  - Roanne (Loire)
  - Lyon (Rhône)
    - La gare Saint-Paul
    - Le restaurant Cintra, rue de la Bourse[3]

## Adaptation
Jean-Pierre Améris et Philippe Blasband ont adapté leur scénario au théâtre, la pièce est créée lors du Festival d'Avignon en 2019, au Théâtre des Béliers, dans une mise en scène d'Arthur Jugnot, et les personnages sont interprétés par Charlie Dupont, Tania Garbarski, Nicolas Buysse et Aylin Yay.
Le film a également été adapté en comédie musicale sous le nom, Romantics Anonymous (Musical) et mise en scène par Emma Rice  au Shakespeare's Globe Theatre à Londres. 
La comédie musicale a reçu des critiques positives lors de son ouverture à Londres avec des critiques cinq étoiles de BroadwayWorld et Musical Theatre Review et des critiques quatre étoiles de WhatsOnStage.com, The Stage, Financial Times, The Independent, Time Out London, London Times et The Guardian. Cette comédie musicale sera ensuite jouée aux États Unis.
Ce n'est en revanche pas la bande originale de Pierre Adenot qui sera utilisée pour cette adaptation, ici la bande originale sera confiée aux compositeurs Michael Kooman et Christopher Dimond.
Le rôle d'Angélique sera confié à Carly Bawden. Celui de Jean-René, sera confié à Dominic Marsh puis à Marc Antolin.